# 滝上芝ざくら発電所

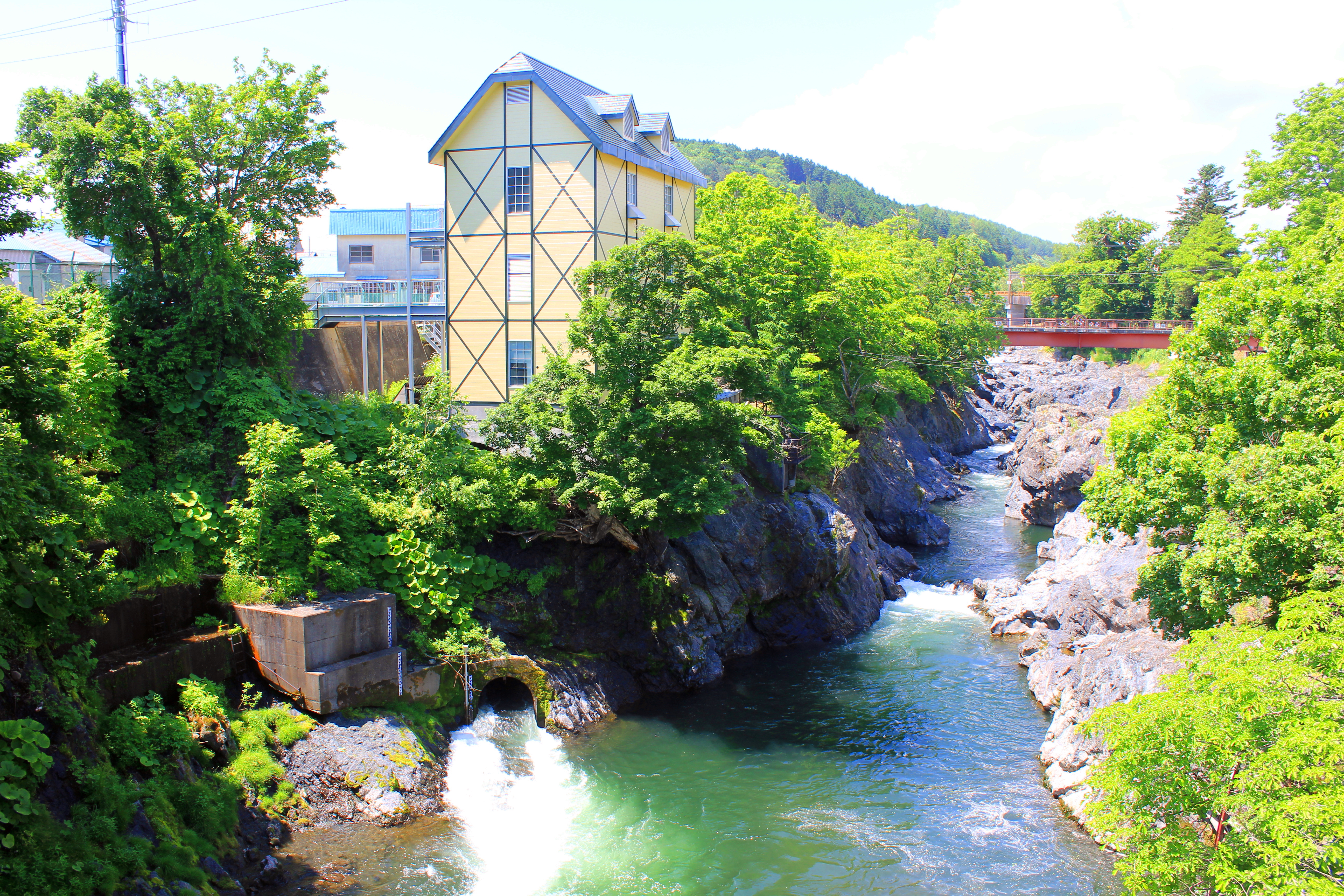
滝上芝ざくら発電所

滝上芝ざくら発電所（たきのうえしばざくらはつでんしょ）とは、北海道北東部の滝上町に存在する、小規模な水力発電所である。かつては滝の上発電所という名称だったが改名された。

## 解説
滝上芝ざくら発電所は、天塩岳からオホーツク海へと流れている渚滑川を水源とする水力発電所であり、1925年に完成して、同年12月に運用を開始した。ただし、当時は滝の上発電所と呼ばれていた。しかし、2012年4月26日に発電用の水車が破損して運転不能になったこと、北海道内の夕張市に同名で同じ1925年に運用を開始した水力発電所が別に存在していることから、改修して2013年12月に運転再開するのに合わせて改名し、滝上芝ざくら発電所となった。
なお、シバザクラは、この発電所が立地している滝上町のシンボルとされていることから、発電所にも「芝ざくら」と付けたという経緯がある。
この2013年12月までに行われた改修によって、滝上芝ざくら発電所は当初の約2倍の発電能力を持ち、250 (kw)の出力が可能となった。また、今回の改修で滝上芝ざくら発電所に導入された発電機は「一体型水車・発電機」であり、この方式の発電機はこれまで北海道には導入されていなかった。そして、2013年12月20日に運転が開始された。
北海道電力とその関連企業は、北海道内の各地で小水力発電所の整備を行っており、この滝上芝ざくら発電所の改修も、その一環である。